# Cratere Izsak
Izsak è un cratere lunare di 30,83 km situato nella parte sud-occidentale della faccia nascosta della Luna.
Il cratere è dedicato all'astronomo ungherese Imre Izsak.

## Crateri correlati
Alcuni crateri minori situati in prossimità di Izsak sono convenzionalmente identificati, sulle mappe lunari, attraverso una lettera associata al nome.
| Izsak | Coordinate             | Diametro (in km) |
| ----- | ---------------------- | ---------------- |
| T     | 23°21′36″S 115°14′24″E | 13,04            |